# Cytheropteron nodosum
Cytheropteron nodosum är en kräftdjursart som beskrevs av Brady 1868. Cytheropteron nodosum ingår i släktet Cytheropteron och familjen Cytheruridae. Arten har ej påträffats i Sverige. Inga underarter finns listade i Catalogue of Life.